# Chasse-meunet
Pour les articles homonymes, voir Chasse (homonymie).
Le mot chasse-meunet désigne l'ancien métier de valet de meunier, chargé des courses et des transports. 

## Variantes du mot
Suivant les régions, le mot apparaît sous différentes variantes.
- « Chasse meunier » (Artois), 1821
- « Chasse-manée » (Picardie)
- « Chasse-maisnié »
- « Chasse-mounée » (Franche-Comté)
- « Chasse-moutte » (Franche-Comté)
- « Chasse-mulet »
- « Chasseron »